# Leucauge argentata
Leucauge argentata là một loài nhện trong họ Tetragnathidae.
Loài này thuộc chi Leucauge. Leucauge argentata được Octavius Pickard-Cambridge miêu tả năm 1869.